# シリーズ真相
『シリーズ真相』（シリーズしんそう）は、1989年8月14日・15日の2夜にわたりテレビ朝日系列で放送された特別番組。激動の昭和が終結して初めて迎える終戦記念日に際して企画された特番であり、第1夜はドキュメンタリー『あの涙を忘れない!日本が朝鮮を支配した36年間』、第2夜はドラマスペシャル『ボクらの疎開戦争!』が放送された。

## あの涙を忘れない!日本が朝鮮を支配した36年間
映像作家の牛山純一が、日本・韓国で太平洋戦争時の植民地支配に関わった人物たちから証言を拾い、彼らの現在を追ったドキュメンタリー。第38回日本民間放送連盟賞テレビ報道番組部門最優秀賞、第27回ギャラクシー賞優秀賞受賞。
- 放映日：1989年8月14日　20:00 - 21:48（JST）
- 企画：小田久栄門（テレビ朝日）
- 出演・演出：牛山純一
- 制作：テレビ朝日、日本映像記録センター

## ドラマスペシャル・ボクらの疎開戦争!
団塊世代である主人公のテレビドラマディレクターが、学童疎開体験のある上司のプロデューサーや、戦争を全く知らない疎開児童を演じる子役たちと悪戦苦闘しながらもドラマを制作して行く過程を描いた作品。当時流行していた業界ドラマの要素を採り入れた作品でもある。
- 放映日：1989年8月15日　20:00 - 21:48（JST）
- 出演：武田鉄矢、荻野目慶子、財津一郎 他
- 企画：小田久栄門（テレビ朝日）
- 脚本：畑嶺明
- 監督：真船禎
- 制作著作：テレビ朝日

## 備考
- 上記2作品は現在、横浜市の放送ライブラリーにおいて視聴可能。
- 『あの涙を忘れない! - 』は、1995年に特別企画『牛山純一の世界』の一環としてNHK衛星第2テレビで再放送され、牛山が死去した1997年にも再々放送された。現在でもBS朝日の『牛山純一20世紀の映像遺産』内で放映されることがある。
- 『ボクらの疎開戦争!』準主役の荻野目は、前年大晦日にTBS系で放送の『泣くなセン!燃える男 〜星野仙一物語』に続く畑脚本作品への出演となった。